# المهرجان الألفي لأبي العلاء المعري
المهرجان الألفي لأبي العلاء المعري هو مهرجانٌ نظمه المجمع العلمي العربي في دمشق عام 1363 هـ الموافق 1944 م، احتفالًا بمرور ألف عامٍ على ميلاد أبي العلاء المعري، الذي وُلد في معرَّة النُعمان عام 363 هـ الموافق 973 م. يذكر جميل صليبا بأنَّ هذا الاجتماع كان «أعظم سوق أدبية شهدتها دمشق في تاريخها». خصصت الحكومة السورية مبلغ 40,000 ليرة سورية لهذا المهرجان، ودعيَّ إليه جميع أعضاء المجمع وغيرهم، فحضر بعضهم وتخلف جزءٌ منهم عن الحضور.
ذُكرت تفاصيل المهرجان مفصلةً في الكتاب الذي وضعه المجمع العلمي العربي وطبعه تحت اسم «المهرجان الألفي لأبي العلاء المعري»، ويشتمل الكتاب على «وصف المهرجان الذي أقامه المجمع العلمي العربي لذكرى مرور ألف سنة على مولد أبي العلاء وما قيل فيه من القصائد والخطب». قدّم للكتاب خليل مردم بيك. صدرت الطبعة الأولى من الكتاب عام 1945 م الموافق 1364 هـ، والطبعة الثانية عام 1994 م الموافق 1414 هـ.

## أيام المهرجان

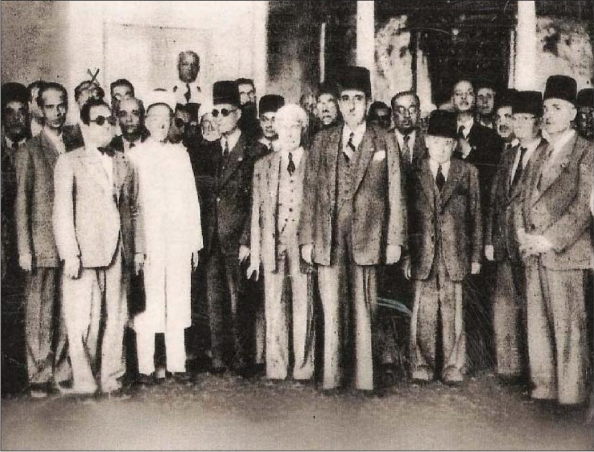
صورةٌ تجمع الرئيس السوري شكري القوتلي والدكتور طه حسين، والدكتور محمد مهدي البصير وآخرون في المهرجان الألفي لأبي العلاء المعري في دمشق عام 1944 ميلاديًا.

ابتدأ المهرجان في الساعة الخامسة من يوم الاثنين 8 شوال 1363 هـ الموافق 25 سبتمبر 1944 م، وكان في الجامعة السورية بدمشق. افتتح المهرجان رئيس الجمهورية السورية شكري القوتلي، وتحدث بعده وزير المعارف السورية نصوحي البخاري، ثم رئيس المجمع العلمي العربي محمد كرد علي، ألقى بعده طه حسين؛ وكان رئيسًا لوفد وزارة المعارف المصرية، كلمةً تحت عنوان «الفصول والغايات»، وقال فيها «وكان طبيعيًا أن تقوم سورية بهذا المهرجان الألفي، فتدعو إليه سائر بلدان العالم العربي. فهي قد أعطت الأدب العربي أكبر شعرائه ولكن أعظم شاعر إنساني أنتجته سورية، وحق لها أن تفخر به على العالم كله، هو أبو العلاء. فلا غرو إذا سبقت العالم كله إلى الاحتفاء بذكره»، فرد عليه رئيس مجلس النواب فارس الخوري بكلمةٍ أشار بها إلى فضل مصر على العالم العربي بأدبائها المعاصرين ومفكريها. خصص الوقت بعده إلى وزير القلم التونسي حسن حسني عبد الوهاب، ولكنه لم يحضر. تحدث أيضًا محمد مهدي الجواهري، والذي كان ممثلًا لوزارة المعارف العراقية، حيث سرد قصيدةً من 85 بيتًا. تحدث بعده وليم مرسيه، وكان ممثلًا عن جامعة الجزائر، وكانت كلمته عن «موقف الإسلام من العالم الحيواني». وبعده ألقى بدوي الجبل قصيدةً من 90 بيتًا، كانت بين مدح أبي العلاء ومدح رئيس الجمهورية. بعد انتهاء اليوم الأول، أقام المجمع مأدبةً لغداء في فندق أوريان بالاس أطلق عليها اسم «المائدة العلائية»، حيث طبخ بها الطعام وعولج على شرط أبي العلاء؛ أي لم يكن فيه لحمٌ ولا سمنٌ ولا بيضٌ ولا لبن.
كانت الحفلة الخطابية الأولى قد ربطع مع محطة الإذاعة بدمشق، واتخذت جميع الوسائل الفنية لتسجيل الخطب وإذاعتها من إذاعة الشرق الأدنى، كما نُصبت علامة المهرجان في صدر الساحة بين الأعلام السورية وأعلام الدول العربية، وعرضت آثار أبي العلاء وما كتب عنه في خزائن خاصة عند المدخل، كما عرضت بعض تماثيل وصور لأبي العلاء صنعها عددٌ من الفنانين، كما كانت صدور أعضاء الوفود وأعضاء المجمع مزينةً بعلامة المهرجان، وكانت موسيقى الدرك السوري تستقبل كبار المدعوين.
يقول جميل صليبا حول حفلة افتتاح المهرجان: «لم يكد المجمع العلمي العربي يعزم على إقامة المهرجان الألفي لأبي العلاء المعري، حتى ابتدأ الاستعداد له في كل مكان، فعهد المجمع إلى لجنته الإدارية في تنظيم المهرجان وتحديد أمكنته ومواقيته وحفلاته، فرأت أن يدوم المهرجان أسبوعًا كاملًا من 25 أيلول إلى 1 تشرين الأول 1944 م، وأن تشمل حفلاته مدن دمشق وحمص وحماة ومعرة النعمان وحلب واللاذقية. ودعا المجمع أعضاءه العاملين والمراسلين إلى الاشتراك في المهرجان، وكلف بعضهم اعداد كلمة تلقى في الحفلات الخطابية ودعت وزارة المعارف السورية وزراء المعارف في الدول العربية. فأرسلت الدعوة إلى وزراء المعارف في مصر، والعراق، والمملكة العربية السعودية، وشرقي الأردن، ولبنان، وتونس، والمغرب الأقصى، واليمن. ودعي أيضًا مجمع فؤاد الأول للغة العربية، ورؤساء الجامعات العربية، وغيرها وبعض المستشرقين، ونقباء الصحف في دمشق وحلب وبيروت والقاهرة، وممثلو محطات الإذاعة في سورية ولبنان وفلسطين ومصر، فلبى كثيرون منهم دعوة المجمع».
في اليوم الثاني (الثلاثاء؛ 26 سبتمبر 1944 م)، ألقى أحمد أمين كلمةً عنوانها «سلطان العقل في نظر المعري»، وكان ممثلًا عن كلية الآداب في جامعة فؤاد الأول ومجمع فؤاد الأول. بعده ألقى محمد إسعاف النشاشيبي كلمةً عنوانها «التفاؤل والأثرية عند المعري»، ثم تليت قصيدةٌ لمحمد البزم. ألقى بعده المستشرق ألفريد غليوم من جامعة أكسفورد كلمةً عنوانها «المعري في نظر المستشرقين». وخصص الوقت بعده لمحمد رضا الشبيبي، رئيس مجلس النواب العراقي، ليلقي كلمةً عنوانها «ما لا يلزم في الأدب العربي»، ولكنه لم يحضر من العراق.

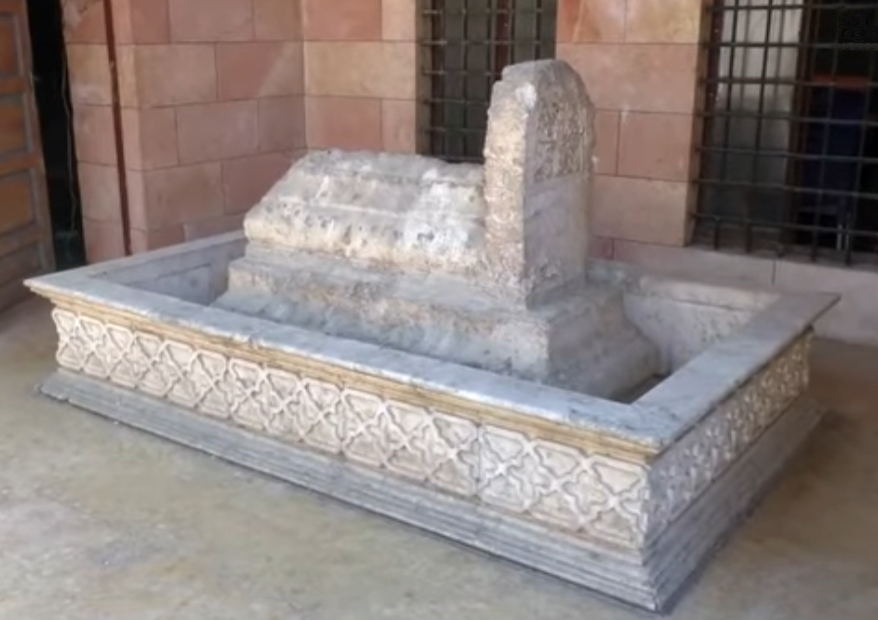
قبر أبو العلاء داخل المركز الثقافي الحامل اسمه، كما بدا سنة 2018م قبل أن تخرج المعرَّة من حوزة قُوَّات المُعارضة السوريَّة.

في اليوم الثالث (الأربعاء؛ 27 سبتمبر 1944 م)، ذهبت الوفود إلى معرة النعمان، ووصلوا إليها في الساعة السادسة من نفس اليوم، وبعد استراحةٍ قصيرة توجهوا صوب قبر أبي العلاء. بدأ الاحتفال بقراءة آياتٍ من القرآن، أولها ﴿يَا أَيُّهَا النَّاسُ إِنَّا خَلَقْنَاكُمْ مِنْ ذَكَرٍ وَأُنْثَى وَجَعَلْنَاكُمْ شُعُوبًا وَقَبَائِلَ لِتَعَارَفُوا إِنَّ أَكْرَمَكُمْ عِنْدَ اللَّهِ أَتْقَاكُمْ إِنَّ اللَّهَ عَلِيمٌ خَبِيرٌ ۝١٣﴾ [الحجرات:13]. ألقى بعدها طه حسين كلمةٍ ابتدأها بأبياتٍ من قصيدة أبي العلاء:
ثم تليت على قبره قصيدة «شاعر البشر» لمعروف الرصافي. ألقى بعده مهدي البصير كلمةً عنوانها «على قبر أبي العلاء»، ثم ذهبوا إلى مأدبةٍ أعدها لهم السيد حكمة الحراكي، ثم انطلقوا ليلًا إلى حلب. يذكر محمد سليم الجندي في كتابه «تاريخ معرة النعمان»، بأنه سمع «من كثيرٍ من رجال الوفد، ومن كان معهم في هذه الرحلة، أن الجميع كانوا مسرورين جد السرور من حفاوة المعريين بهم، ومعجبين أشد الإعجاب بما رأوه من طلاقة أوجههم وألسنتهم وأيديهم»، فقد خرج عددٌ كبيرٍ من معرة النعمان لاستقبال الوفد والترحيب بهم.
في اليوم الرابع (الخميس؛ 28 سبتمبر 1944 م)، ابتدأت الحفلة في الساعة الخامسة في مدرسة التجهيز بحلب، وخصصت أول ساعةٍ للأستاذ أحمد حسن الزيات، ليلقي كلمةً موضوعها «فن المعري»، ولكنه لم يحضر، فقال إبراهيم عبد القادر المازني ممثل الصحافة المصرية كلمةً عنوانها «بحث أدبي عن أبي العلاء المعري»، وألقى بعده سامي الكيالي كلمةً موضوعها «الاضطراب السياسي في عصر أبي العلاء وأثره في بيئته وشعره»، ثم تحدث طه الراوي، ممثل وزارة المعارف العراقية، بكلمةٍ موضوعها «سر الخلود في شعر المعري». ختم اليوم بقصيدةٍ لعمر أبو ريشة تحمل عنوان «الفليسوف».
في اليوم الخامس (الجمعة؛ 29 سبتمبر 1944 م)، ابتدأت الحفلة في الساعة الخامسة في فندق كازينو في اللاذقية، وألقى الأستاذ عبد الحميد العبادي، عميد كلية الآداب بجامعة فاروق الأول، كلمةٍ عنوانها «الناحية التاريخية في أدب المعري»، ثم ألقى جميل صليبا كلمةٍ عنوانها «فكرة الخير في فلسفة أبي العلاء»، وأعاد بعده بدوي الجبل إلقاء قصيدته سالفة الذكر. ألقى بعده محمد الشريقي كلمةً موضوعها «أسلوب المعري»، ثم ألقى أنيس الخوري المقدسي، ممثل الجامعة الأمريكية في بيروت، كلمة موضوعها «الروح العلائية في أدبنا الحديث».
لم تذكر المصادر أي شيءٍ حول يوم السبت، الموافق 30 سبتمبر 1944 م. وانتقلت مباشرةً إلى يوم الأحد (1 أكتوبر 1944 م)، حيث ابتدأت الحفلة في الساعة السادسة في الجامعة السورية بدمشق، وكان الوقت معينًا لخمسة خطباء فقط، ولكن زيد عليهم أكثر من هذا العدد، فقال الدكتور عبد الوهاب عزام كلمةً عنوانها «اللزوميات متى نظمت وكيف رتبت»، ثم تحدث محمد سليم الجندي حول «دين أبي العلاء». ألقى بعده الشيخ عبد القادر المغربي كلمةً موجزة من خطبةٍ موضوعها «شيخ المعرة والشيخ الدرا»، وألقى بعده المستشرق هنري لاؤوست حكمةً عنوانها «اختلاف الآراء في فلسفة أبي العلاء»، وألقى بعده شفيق جبري قصيدة. وختم  الاحتفال بكلمةٍ من رئيس المجمع أثنى فيها على الوفود والحكومة السورية. أما الكلمات التي زيدت في اليوم الأخير، فتضمنت كلمةٍ لمندوب وزارة المعارف اللبنانية، وكلمةً أخرى لجهان الموصلي [الإنجليزية] تحت عنوان «المعري والمرأة»، حيث «أنكرت فيها على أبي العلاء قسوته على المرأة وارتيابه فيها، ثم أقامت العذر في ذلك»، وكلمةً ثالثة لعارف العارف.
| اليوم  | التاريخ                   | المكان       | البرنامج |
| ------ | ------------------------- | ------------ | --- |
| الأول  | الاثنين (26 سبتمبر 1944)  | دمشق         | - كلمة الافتتاح لرئيس الجمهورية السورية: شكري القوتلي - كلمة وزير المعارف السورية: نصوحي البخاري - كلمة رئيس المجمع العلمي العربي: محمد كرد علي - كلمة «الفصول والغايات»: طه حسين - قصيدة «الفيلسوف الحر»: مهدي الجواهري (ممثل وزارة المعارف العراقية) - كلمة «أبو العلاء المعري شاعر أم فيلسوف»: أحمد الشايب (مندوب جامعة فؤاد الأول) |
| الثاني | الثلاثاء (27 سبتمبر 1944) | دمشق         | - كلمة «سلطان العقل عند أبي العلاء»: أحمد أمين - كلمة «التفاؤل والأثرية في كلام الشيخ»: محمد إسعاف النشاشيبي - قصيدة «أبو العلاء»: محمد البزم - كلمة «المعري في نظر المستشرقين»: ألفريد غيوم - كلمة «المعري وآراؤه في الاصلاح الاجتماعي»: عارف النكدي |
| الثالث | الأربعاء (28 سبتمبر 1944) | معرة النعمان | - قصيدة «شاعر البشر»: معروف الرصافي - كلمة «على قبر أبي العلاء»: محمد مهدي البصير |
| الرابع | الخميس (29 سبتمبر 1944)   | حلب          | - كلمة «أبو العلاء شاعر إنساني»: إبراهيم عبد القادر المازني - كلمة «سر الخلود في شعر أبي العلاء»: طه الراوي - قصيدة «الفيلسوف»: عمر أبو ريشة - كلمة «الاضطراب السياسي في عصر أبي العلاء»: سامي الكيالي |
| الخامس | الجمعة (30 سبتمبر 1944)   | اللاذقية     | - كلمة «ناحية التاريخ من أدب أبي العلاء»: عبد الحميد العبادي - كلمة «فكرة الخير في فلسفة أبي العلاء»: جميل صليبا - قصيدة «الدهر ملك العبقرية»: بدوي الجبل - كلمة «أسلوب المعري ومنهاجه»: محمد الشريقي - كلمة «الروح العلائية وأثرها في أدبنا الحديث»: أنيس المقدسي. |
| السادس | الأحد (1 أكتوبر 1944)     | دمشق         | - كلمة «لزوم ما لا يلزم متى نظم وكيف نظم ورتب»: عبد الوهاب عزام - كلمة «شيخ المعرة والشيخ الدرا»: عبد القادر المغربي - كلمة «دين أبي العلاء»: محمد سليم الجندي - كلمة «اختلاف الآراء في فلسفة أبي العلاء»: هنري لاؤوست - قصيدة «ذكرى أبي العلاء»: شفيق جبري كلمات وردت متأخرة وألحقت بهذا اليوم - كلمة «من ضحايا العقل»: فؤاد أفرام البستاني - كلمة «من هو أبو العلاء»: أديب وهبة - كلمة «المعري والمرأة»: جهان الموصلي [الإنجليزية] - كلمة «أبو العلاء وأقطاب الفكر المحدثون»: عارف العارف - كلمة الإذاعة الفلسطينية: عزمي النشاشيبي |

ذُكرت تفاصيل المهرجان مفصلةً في الكتاب الذي وضعه المجمع العلمي العربي وطبعه تحت اسم «المهرجان الألفي لأبي العلاء المعري». كانت هناك كلماتٌ بعثها أصحابها لتنشر في هذا الكتاب؛ وذلك بسبب تعذر حضورهم إلى دمشق في أسبوع المهرجان، وهي:
- كلمة «لزوم ما لا يلزم في الأدب العربي»: محمد رضا الشبيبي
- كلمة «أبو العلاء المعري وعلم النحو»: إبراهيم مصطفى[16]
- كلمة «بعض ملاحظات تتعلق بحياة أبي العلاء وآثاره»: عباس إقبال
- كلمة «مخطوطات أبي العلاء المعري في مكتبة جامعة برنستون»: فيليب حتي
- قصيدة «الناس تخطب في علاك وتنشد»: كاظم الدجيلي
- كلمة «المعري الموسيقي»: فخري البارودي

## الوفود
تألف الوفد المصري من طه حسين وأحمد أمين وعبد الحميد العبادي وإبراهيم عبد القادر المازني وعبد الوهاب عزام وأحمد الشايب، وقدموا إلى المجمع فور وصولهم هديةً من وزارة المعارف المصرية، وهي كتاب «تعريف القدماء بأبي العلاء»، والذي طبعته مصر تخليدًا لذكرى المهرجان. أما الوفد العراقي، فتضمن طه الراوي ومهدي الجواهري ومحمد مهدي البصير. حضر محمد إسعاف النشاشيبي من فلسطين. أما من لبنان فحضر فؤاد أفرام البستاني وعارف العارف وأنيس النصولي وأنيس الخوري المقدسي ورئيس جامعة القديس يوسف ورئيف الخوري، ومن شرق الأردن حضر أديب وهبة ومحمد الشريقي. أما من إيران فكان عباس إقبال، ومن المستشرقين حضر ألفريد غيوم وهنري لاؤوست. وكان عزمي النشاشيبي من القدس، ممثلًا للإذاعة والمطبوعات. إضافةً لوفود أخرى مثلت الأوساط العلمية في مختلف المدن السورية.

### فهرس المراجع
1. ↑  عوني، ميمونة (2015). الدرس اللغوي في النصف الأول في القرن العشرين. المنهل. ص. 52. ISBN:9796500184081. مؤرشف من الأصل في 2022-07-07. اطلع عليه بتاريخ 2022-07-07.
2. 1 2 3 4 5 6 7 8 9 10  الجندي، محمد سليم (1994). تاريخ معرة النعمان (PDF). تحقيق: عمر رضا كحالة (ط. الثانية). وزارة الثقافة السورية. ج. الأول. ص. 380:93.
3. 1 2  "مجلة مجمع اللغة العربية". مجمع اللغة العربية بدمشق. ج. 78 ع. 1. 2003. مؤرشف من الأصل في 2022-07-07. اطلع عليه بتاريخ 2022-07-07. {{استشهاد بدورية محكمة}}: الاستشهاد بدورية محكمة يطلب |دورية محكمة= (مساعدة)
4. ↑  مجلة المجمع العلمي العربي. المجمع العلمي العربي. ج. 31. 1956. مؤرشف من الأصل في 2022-07-07. اطلع عليه بتاريخ 2022-07-07.
5. 1 2 3 4 5 6 7  المجمع  العلمي العربي (1994). المهرجان الألفي لأبي العلاء المعري (PDF) (ط. الثانية). دار صادر للنشر.
6. ↑  الربيعي، علي محمد هادي (2013). محمد مهدي البصير: رائد المسرح التحريضي في العراق (ط. الأولى). ص. 16. ISBN:9796500147239. مؤرشف من الأصل في 2022-07-07. اطلع عليه بتاريخ 2022-07-07.
7. ↑  زھدي، زاھد محمد (1999). الجواھري: صناجة الشعر العربي في القرن العشرين (ط. الأولى). دار القلم. ص. 265. مؤرشف من الأصل في 2022-07-07. اطلع عليه بتاريخ 2022-07-07.
8. ↑  محرز، عبد اللطيف (2002). الشاعران بدوي الجبل والمتنبي (ط. الأولى). ص. 123. مؤرشف من الأصل في 2022-07-07. اطلع عليه بتاريخ 2022-07-07.
9. ↑  فياض، ليلى مليحة (1992). موسوعة أعلام الرسم (ط. الأولى). دار الكتب العلمية. ص. 310. ISBN:9782745115416. مؤرشف من الأصل في 2022-07-07. اطلع عليه بتاريخ 2022-07-07.
10. ↑  الكرخي، حسين حاتم (2003). مجالس الأدب في بغداد (ط. الأولى). المؤسسة العربية للدراسات والنشر. ص. 15. ISBN:9789953360539. مؤرشف من الأصل في 2022-07-07. اطلع عليه بتاريخ 2022-07-07.
11. ↑  الخير، هاني (1990). مقتطفات من تاريخ دمشق (ط. الأولى). مطبعة الصباح. ص. 80. مؤرشف من الأصل في 2022-07-07. اطلع عليه بتاريخ 2022-07-07.
12. ↑  الرزاز، نبيلة (1975). مشاركة المرأة في الحياة العامة في سورية منذ الإستقلال 1945 وحتى 1975 (ط. الأولى). وزارة الثقافة والارشاد القومي. ص. 128. مؤرشف من الأصل في 2022-07-07. اطلع عليه بتاريخ 2022-07-07.
13. ↑  الزركلي، خير الدين (2002). الأعلام. دار العلم للملايين. ج. الأولى. ص. 157. مؤرشف من الأصل في 2022-07-07. اطلع عليه بتاريخ 2022-07-07.
14. ↑  طليمات، غازي مختار (1994). عروض الشعر العربي: من المعلقات إلى شعر التفعيلة (ط. الأولى). دار طلاس للدراسات والترجمة والنشر. ص. 102. مؤرشف من الأصل في 2022-07-07. اطلع عليه بتاريخ 2022-07-07.
15. ↑  شهوان، وفاء سعيد (2015). ضياء الدين ابن الاثير وشعراء المعارك النقدية. دار عالم الثقافة للنشر والتوزيع. ص. 82. ISBN:9789957861506. مؤرشف من الأصل في 2022-07-07. اطلع عليه بتاريخ 2022-07-07.
16. ↑  عثماني، يوسف (2005). الاهتمامات اللغوية في آثار أبى [هكذا] العلاء المعري (ط. الأولى). كلية العلوم الإنسانية والاجتماعية. ص. 432. ISBN:9789973922816. مؤرشف من الأصل في 2022-07-07. اطلع عليه بتاريخ 2022-07-07.
17. ↑  تعريف القدماء بأبي العلاء (PDF). إشراف: طه حسين. تحقيق: مصطفى السقا، عبد الرحيم محمود، عبد السلام هارون، إبراهيم الابياري، حامد عبد المجيد. الدار القومية للطباعة والنشر. 1965. مؤرشف من الأصل (PDF) في 2022-03-24.{{استشهاد بكتاب}}:  صيانة الاستشهاد: آخرون (link)

### قراءة موسعة
- المهرجان الألفي لأبي العلاء المعري: يشتمل على وصف المهرجان الذي أقامه المجمع العلمي العربي لذكرى مرور ألف سنة على مولد أبي العلاء وما قيل فيه من القصائد والخطب (ط. 2)، بيروت: دار صادر، 1994، OCLC:4771226524، QID:Q112958907